# Valnes
Valnes est une localité du comté de Nordland, en Norvège.

## Géographie
Administrativement, Valnes fait partie de la kommune de Bodø.